# Грин-Айл (тауншип, Миннесота)
Грин-Айл (англ. Green Isle) — тауншип в округе Сибли, Миннесота, США. На 2000 год его население составило 556 человек.

## География
По данным Бюро переписи населения США площадь тауншипа составляет 93,9 км², из которых 91,9 км² занимает суша, а 2,0 км² — вода (2,12 %).

## Демография
По данным переписи населения 2000 года здесь находились 556 человек, 206 домохозяйств и 158 семей.  Плотность населения —  6,0 чел./км².  На территории тауншипа расположено 212 построек со средней плотностью 2,3 построек на один квадратный километр. Расовый состав населения: 99,64 % белых, 0,18 % афроамериканцев и 0,18 % азиатов. Испанцы или латиноамериканцы любой расы составляли 0,18 % от популяции тауншипа.
Из 206 домохозяйств в 35,0 % воспитывались дети до 18 лет, в 69,9 % проживали супружеские пары, в 3,9 % проживали незамужние женщины и в 23,3 % домохозяйств проживали несемейные люди. 20,4 % домохозяйств состояли из одного человека, при том 10,2 % из — одиноких пожилых людей старше 65 лет. Средний размер домохозяйства — 2,70, а семьи — 3,18 человека.
25,9 % населения — младше 18 лет, 7,4 % — в возрасте от 18 до 24 лет, 27,3 % — от 25 до 44, 23,9 % — от 45 до 64, и 15,5 % — старше 65 лет. Средний возраст — 40 лет. На каждые 100 женщин приходилось 105,9 мужчин.  На каждые 100 женщин старше 18 приходилось 107,0 мужчин.
Средний годовой доход домохозяйства составлял 49 375 долларов, а средний годовой доход семьи —  52 250 долларов. Средний доход мужчин —  30 781  доллар, в то время как у женщин — 24 545. Доход на душу населения составил 18 371 доллар. За чертой бедности находились 1,2 % семей и 1,7 % всего населения тауншипа, из которых 2,6 % младше 18 лет.